# Antaplaga melanocrypta
Antaplaga melanocrypta är en fjärilsart som beskrevs av Dyar 1912. Antaplaga melanocrypta ingår i släktet Antaplaga och familjen nattflyn. Inga underarter finns listade i Catalogue of Life.